# بیمارستان شهید دکتر فیاض بخش
بیمارستان شهید دکتر فیاض بخش در هفت کیلومتری جاده کرج در زمینی به مساحت ۲۰ هکتار متر مربع ساخته شده‌است. زمین این مجموعه قبلاً به هواپیمایی کشوری تعلق داشت و سرانجام به سازمان تأمین اجتماعی واگذار گردید. این بیمارستان در سال ۱۳۳۶ افتتاح و مالکیت آن به سازمان تأمین اجتماعی ایران واگذار گردید.
این بیمارستان به نام بیمارستان شماره ۲(شماره ۲ تامین اجتماعی) نیز شناخته می‌شود.
دسترسی با اتوبوس شرکت واحد از میدان آزادی با خط آزادی- خلیج فارس مقدور است.
این بیمارستان معروف به بیمارستان شماره ۲ هم هست. 
پارکینگ جهت پارک ماشین های مراجعه کننده برای سر زدن به بیمارها هم ایجاد شده اما رایگان نیست و با هزینه میتونید پارک کنید .

## پیشینه
کار ساخت این بیمارستان از سال ۱۳۳۵ تا سال ۱۳۳۶ به طول انجامید. زمین این مجموع قبلاً متعلق به سازمان هواپیمایی کشوری بوده‌است. این بیمارستان رسماً در سال ۱۳۳۶ افتتاح گردید. موقعیت مکانی این بیمارستان در منطقه غرب تهران با گستره ای از کارخانجات، مراکز تولیدی صنعتی و مناطق مسکونی کارگری با انبوه مراجعین و مصدومین سبب گردیده تا در طول سال‌های خدمت تغییرات فراوانی از قبیل توسعه ساختمانی، افزایش تعداد بخش‌ها و تجهیز خدمات پاراکلینیکی در این مجموعه به وجود آید.
این بیمارستان به نام بیمارستان شماره ۲(شماره ۲ تامین اجتماعی) نیز شناخته می‌شود. دسترسی با اتوبوس شرکت واحد از میدان آزادی با خط آزادی- خلیج فارس مقدور است.
بیمارستان شهید فیاض بخش در حال حاضر با ۵۰۰ تخت بستری و بالغ بر ۲۷ کلینیک تخصصی و فوق تخصصی یکی از بزرگترین مراکز درمانی سطح کشور می‌باشد. این بیمارستان از مهمترین مراکز درمانی در مواقع بحران و عضو تیم امداد هوایی کشور و مراکز تروما غرب تهران است.

## درمانگاه‌ها و بخش‌ها
درمانگاه‌ها:
- جراحی عمومی
- جراحی زنان و زایمان
- جراحی مغز و اعصاب
- جراحی ارتوپدی
- جراحی کلیه و مجاری ادراری
- جراحی چشم
- جراحی گوش و حلق و بینی
- جراحی فک و صورت
- دندانپزشکی
- درمانگاه فوق تخصصی جراحی توراکس
- درمانگاه فوق تخصصی جراحی پلاستیک و ترمیمی
- خون و آنکولوژی
- رادیوتراپی

بخش‌های بیمارستان:
- داخلی
- کودکان
- گوارش
- ریه
- قلب
- نفرولوژی
- اورژانس
- بیهوشی

بیمارستان شهید فیاض بخش دارای گواهینامه اعتباربخشی درجه یک می‌باشد.